# Jesse Helms
Jesse Helms (ur. 18 października 1921, zm. 4 lipca 2008) – amerykański polityk, wieloletni senator Stanów Zjednoczonych ze stanu Karolina Północna z ramienia Partii Republikańskiej.
W senacie zasiadał w latach 1973–2003.

## Odznaczenia
- Krzyż Wielkiego Oficera Orderu Zasługi (Rumunia, 2000)[1]